# ダイアトニック
ダイアトニック（英: diatonic, 日本語では「ディアトニック」とも）は、ハーモニカおよび蛇腹楽器（アコーディオン、コンサーティーナ、バンドネオン他）について使われる、特殊な専門用語。クロマティック（クロマチック）と対になる概念。

## 蛇腹楽器の場合

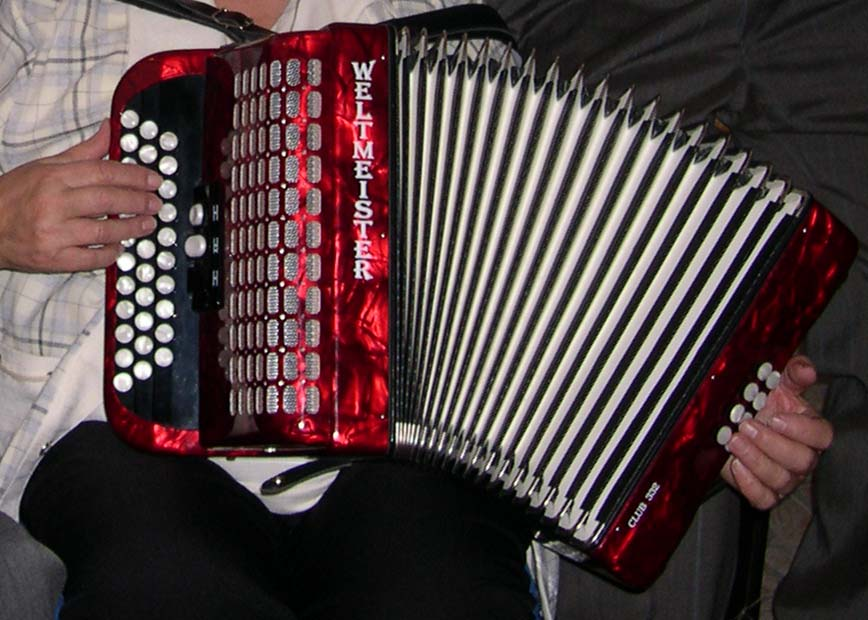
3列ボタンのダイアトニック・アコーディオン。左手のベースボタンの数が、クロマティック式より少ないことに注意。

通常の音楽用語では「ダイアトニック・スケール」は全音階を、「クロマティック・スケール」は半音階を指す。

しかし、蛇腹楽器の世界では、ある一つのボタン鍵盤を押したまま、蛇腹を押したときはド、引いたときはレ、というように、別の音が出る「押し引き異音式」を、ダイアトニック式あるいは「バイソニック」(“bisonic”双音式)、または「プッシュ・アンド・プル」と呼ぶ。

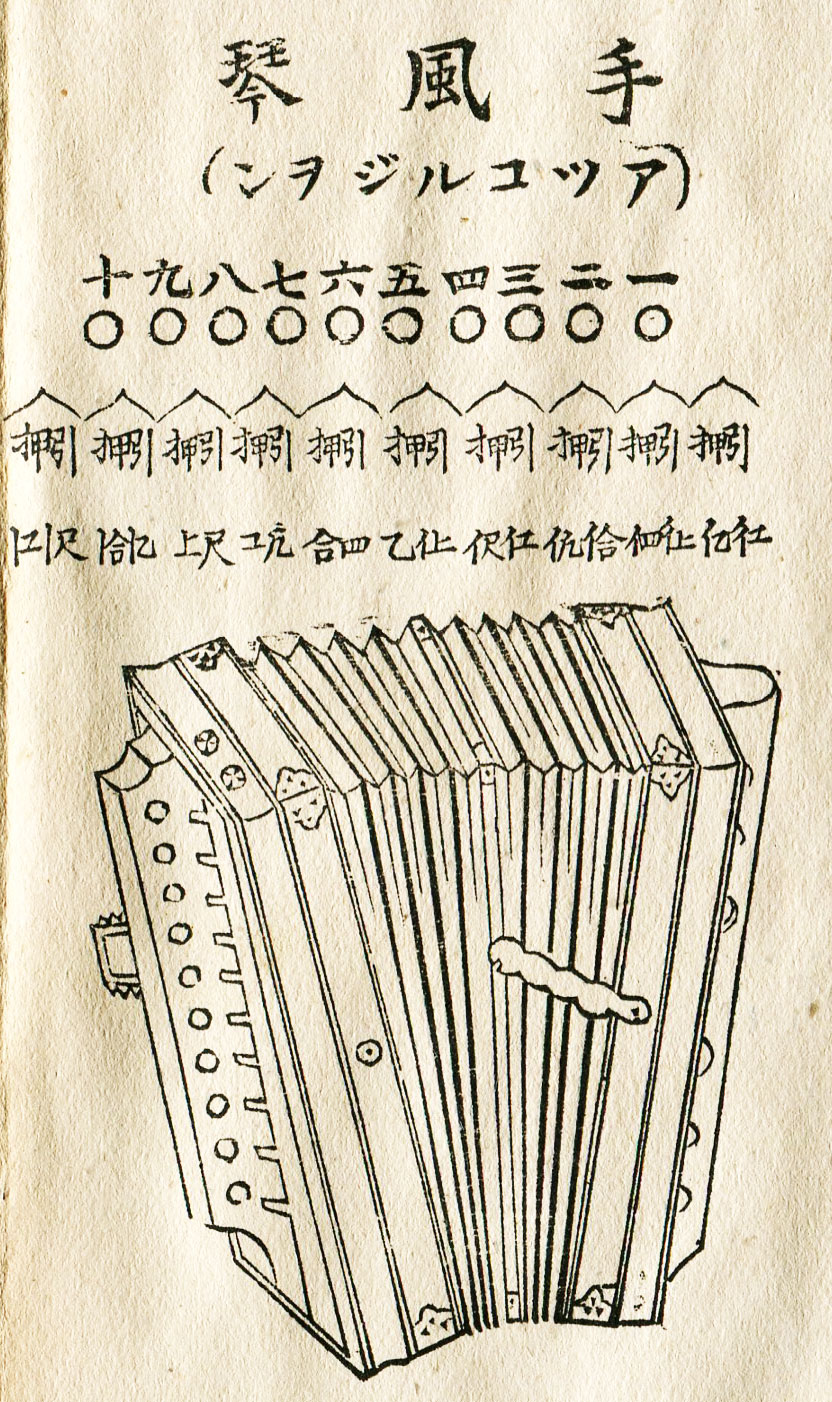
明治時代の本のダイアトニック・アコーディオンの説明図。各ボタンの「押」「引」それぞれの音階（ドレミ）を工尺譜で書いてある。

これに対して、一つのボタン(ないし鍵盤)を押すと、蛇腹を押しても引いても同じ音が出るようにしてある「押し引き同音式」を、蛇腹楽器の世界では「クロマティック式」あるいは「ユニソニック」(“unisonic”一音式) と呼ぶ。

### 習得のしやすさ
子供や、正規の音楽教育を受けたことのないアマチュアが単純な曲を弾いたり和音を鳴らす場合は、運指が単純なダイアトニック式のほうがクロマティック式よりも手軽に弾ける。ただし、半音階や転調を含む複雑な曲を弾こうとすると、ダイアトニック式のほうが運指が難しくなる傾向がある。

### ダイアトニック式は小型化に有利
蛇腹楽器の鍵盤には、ピアノやオルガンの鍵盤と同様の黒鍵と白鍵の板状の「ピアノ式鍵盤」(手鍵盤)と、ボタン鍵盤がある。
細長い板状の形をしているピアノ式鍵盤よりも、ボタン鍵盤のほうが、狭いスペースにたくさん並べることができる。また鍵盤をダイアトニック式(押し引き異音式)の配列で並べれば、少ない鍵盤数でたくさんの高さの音を鳴らせる(理論的にはボタン数の2倍までの数の音を鳴らせる)。
1820年代末に発明された初期の蛇腹楽器は、小型軽量であったため、ボタン鍵盤を採用した。また、イングリッシュ・コンサーティーナを例外として、初期の蛇腹楽器はダイアトニック式の鍵盤配列を採用した。
押し引き異音式は、小型軽量の蛇腹楽器に向いている反面、「ドレミファ」を鳴らすためには蛇腹を小刻みに押し引きしなければならない。楽器のサイズが大きくなると演奏がしにくくになる。結果として、ダイアトニック式のボタン鍵盤配列は、1kgから6kgくらいのあいだの小型～中型の蛇腹楽器に多い。
クロマティック式(押し引き同音式)の特徴は逆である。もともとボタン鍵盤の数が少ない小型軽量の蛇腹楽器でクロマティック式のボタン配列を採用すると、鳴らせる音域が狭くなってしまい、不利である。一方、蛇腹の押し引きの切り返しが不要であるぶん、中型～大型のサイズの楽器の演奏では有利になる。結果として、後に開発された6kg～10数kgの中型・大型の蛇腹楽器はクロマティック式が多い。
上記のような理由で、ピアノ式鍵盤をもつピアノ・アコーディオン(現在の日本で最も普通に見られるタイプ)は、中型～大型の蛇腹楽器に向いている。

### 音色への影響
ダイアトニック式蛇腹楽器では、リードなどが不規則で支離滅裂な配列だからこそ、かえって豊かで複雑な共鳴現象が生まれ、その楽器固有の魅力的な音色を鳴らせる可能性がある。

この仮説を証明する、ある日本のリペアマンの実験がある。ライニッシュ型のダイアトニック式バンドネオンを解体し、ボタンとリードをクロマティック式バンドネオンの配列に並べかえてみたところ、部品をいっさい替えていないにもかかわらず、アルゼンチン・タンゴのバンドネオン特有のあの音色が鳴らなくなってしまった、という。

### 楽器の改良と分類呼称の「ねじれ」の発生
初期の蛇腹楽器は、全音階(ダイアトニック・スケール)のみを弾ける素朴で小さなタイプが多く、それらはバイソニック(押し引き異音式)のボタン鍵盤が多かった。そのため、蛇腹楽器の関係者はバイソニックの意味で「ダイアトニック」という語を使うようになった。
一方、半音階(クロマティック・スケール)も網羅して弾ける蛇腹楽器は、初期の頃はおおむねユニソニック(押し引き同音式)だったため、蛇腹楽器の関係者はユニソニックの意味で「クロマティック」という語を使うようになった。
その後、蛇腹楽器の改良と多様化が進んだ。バイソニックの蛇腹楽器でも、半音のボタン鍵盤を追加して増やし、半音階も網羅できるタイプも現れた。しかし蛇腹楽器の世界では、長年の習慣をふまえ、クロマティック・スケールを弾ける蛇腹楽器でも、ボタン鍵盤がバイソニックなら、習慣的に「ダイアトニック」ないし「セミ・クロマティック」(準クロマティック式)と呼ぶ(このような呼称上の「ねじれ」は、西洋の楽器では珍しくない。例えばフルートは、現在は金属製の改良型が主流だが、分類上は今も「木管楽器」と呼ばれ、金管楽器とは呼ばれない。実際、改良前の昔のフルートは木製だった。蛇腹楽器における「ダイアトニック」と「クロマティック」という慣用的分類呼称のねじれも、これと似ている)。

### 事実上は別種の楽器
蛇腹楽器の場合、外見がほぼ同じであっても、鍵盤の配列がダイアトニックかクロマチックかで、奏法も音楽のフィーリングも全く変わってしまうため、事実上、別種の楽器になる。アコーディオンやバンドネオン、コンサーティーナなどでの演奏者は、「ダイアトニック派」と「クロマティック派」に分かれ、それぞれ自分の楽器に強い思い入れをもつ傾向がある。
そのため、例えばバンドネオンやコンサーティーナを購入して習うような場合、自分のあこがれの名奏者がダイアトニック派かクロマティック派か事前に調べておかないと、あとで失望することになりかねない。(詳しくはバンドネオン#ボタン配列の各方式参照)

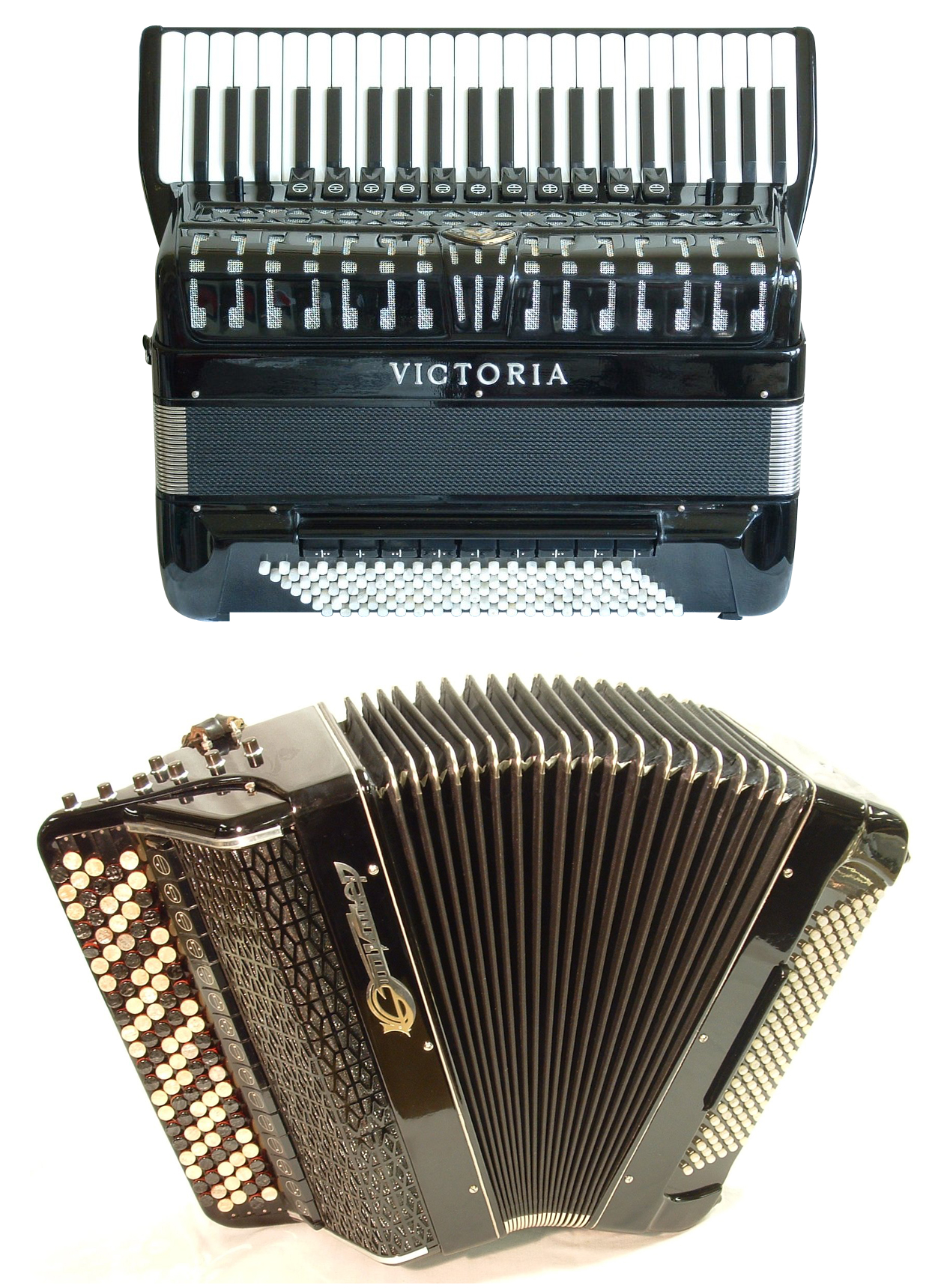
ピアノ式アコーディオン(上)と、クロマティック・ボタン・アコーディオンの一種であるロシアのバヤン(下)。いずれも蛇腹楽器としては中型～大型で押し引き同音式である。

一口に「ボタン式アコーディオン」と言っても、フランスやロシア等の音楽で使われる大型のものはクロマティック式が多く、アイルランドや中南米で使われるものは小型のダイアトニック式が多い、という傾向がある(あくまでも「傾向」である)。

### 半音階もカバーする「ダイアトニック」式蛇腹楽器もある
上述のとおり、ダイアトニック・タイプの蛇腹楽器の中には、半音専用のアクシデンタル・キー等をつけたり、B調全音階とC調全音階というふうに半音違いの2つの全音階を2列のボタンとして並べることにより、半音階も網羅して弾けるタイプもある。蛇腹楽器の世界では、「ダイアトニック」はほぼ「バイソニック」や「押し引き異音式」と同義語であり、「ダイアトニックスケールしか弾けない」という意味ではない。この点は注意を要する。

### 楽器業界での慣用的表現
ピアノ鍵盤式アコーディオン(ピアノ・アコーディオン。右の写真参照)は、半音階も網羅しているという点から言えば、クロマティックアコーディオンの一種であるが、ピアノ・アコーディオンは全てクロマティック式であるとわかりきっているため、わざわざこれを「クロマティック」云々の呼称で呼ぶことはない。
一方、ボタン鍵盤式アコーディオンは、小型はダイアトニック式が、大型はクロマティック式が多い、という傾向はあるものの、見かけだけではどちらなのか分別しにくい場合も多い。
そのため楽器業界では、単に「クロマティック・アコーディオン」と言うと、クロマティック・ボタン・アコーディオン(右上の写真参照)だけを指す。

## ハーモニカの場合
ハーモニカの場合は、ある一つの穴に空気を吹き込んだときと吸い込むときで違う音が出る「吹吸異音式」であり、かつ全音階しか出せないタイプを「ダイアトニック・ハーモニカ」と呼ぶ。これに対して「クロマティック・ハーモニカ」は、半音階もカバーできるよう、半音違いの2つのダイアトニック・ハーモニカを1本の楽器としてまとめた「スライド式クロマティック」ハーモニカを指すことが多い(詳しくはハーモニカの項を参照)。
蛇腹楽器の場合と違い、ハーモニカにおいては「吹吸同音式」を「クロマティック」と呼ぶわけではないので、この点は注意を要する。